# 汉努·泰帕莱
汉努·泰帕莱（芬蘭語：Hannu Taipale，1940年6月22日—），芬兰男子越野滑雪运动员。他曾代表芬兰参加1968年和1972年冬季奥林匹克运动会越野滑雪比赛，其中1968年冬季奥运会获得一枚铜牌。